# Steven Jay Russell
Steven Jay Russell (Elizabeth City, Észak-Karolina, 1957. szeptember 14. –) hírhedt texasi csaló és szélhámos, aki sokszor szökött meg a börtönből, több ezer dollárt csalt ki áldozataitól, különböző hivatalos személyeknek adva ki magát. Becenevei "Houdini" és "King Con". IQ-ját 163-asnak mérték.
–

## Korai időszak
Steven Jay Russellt születése után adoptálta egy konzervativ család Virginia Beach-en. Már fiatalon felfigyeltek arra, hogy jól tud színészkedni. Középiskolásként vette feleségül Debbie-t, akivel azonban elváltak útjaik, miután bevallotta, hogy férfiakkal randevúzik. A 70-es években rendőrként dolgozott és sikeres keresést folytatott édesanyja felkutatására felhasználva a Nemzeti Bűnüldözési Telefonos Szolgálatot és a Bűnügyi Nyilvántartást. Miután rájött hogyan tudja ezeket a fortélyokat hatékonyan használni, ezen a módon kapott Sales Manager állást Houstonban a White Swan Foodservice nevű cégnél, meggyőzvén Ronald Elmquistet, a cég akkori CEO-ját, hogy diplomája van Friss Élelmiszer Managementből.
Amikor kiderült, hogy Russell meleg, elvesztette az állását a White Swannél, de elérte, hogy a CEO meggyőzzön két másik élelmiszer szolgáltatót, még mielőtt kiderült a csalás. Ezt követően letartóztatták erkölcstelen viselkedés vádjával a Houston parkban, amely melegek találkozóhelyeként volt elhíresülve.

## Összetűzések a törvénnyel
Az évek során Russelnek legalább 14 álneve volt. Szökései közben beöltözött többek között, mint bíró, orvos, rendőrtiszt és ezermester.
1993 május 21-én Russell civil ruhákat szerezve sétált ki a texasi Houstonban levő Harris County börtönből. Ezt követően hamis megbízólevelet készített és állást kapott mint a North American Medical Management pénzügyi igazgatója. Több százezer dollárt sikkasztott el a cégtől. Beosztottai szerint még sosem volt ilyen jó pénzügyi igazgatója a cégnek, leszámítva a sikkasztást. 1995-ben elkapták és bebörtönözték biztosítási csalásért és visszavitték a Harris County börtönbe, ahol találkozott Phillip Morris-szal, aki a szeretője lett.
1996-ban, mialatt a Harris County börtönben volt, Russell egy bírónak adta ki magát és elrendelte a saját óvadékának  csökkentését 900-ról 45 ezerre, amit azonnal kézbesítettek. 10 nappal később Floridában letartóztatták és visszaküldték Texas-ba. Még ugyanebben az évben rajzfoglalkozásokat kezdett látogatni a börtönben, ahonnan zöld színű szövegkiemelőket szerzett, amelyeket az ágya alatt rejtett el. Egyik rabruháját zöldre festette és magát magabiztosan orvosnak kiadva kisétált az intézményből. A fegyőrök a szökését felfedezték és elrendelték a kutyás keresését, majd az utak lezárását. Azonban Russell egy helybeli lakostól orvosként segítséget kérve megelőzte a rendőri intézkedést. Texas egyik legkeresettebb bűnözője lett.
A rendőrségnek sikerült azonosítania Russell tartózkodási helyét a homoszexuális barátain keresztül, majd köröztetni kezdte. Így a kisvárosi Terry Corps rendőr felismerte és elfogta Russellt. Újból elítélték őt és egy állandó felügyelet alatt álló börtönrészlegben tartották fogva. Egyetlen elfoglaltsága a börtönkönyvtár volt, ahol elsősorban orvosi könyveket bújt.
Hirtelen fogyni kezdett és jelentősen romlott a fizikai állapota; bevallotta, hogy AIDS betegségben szenved, amelyet az orvosi aktái is megerősítettek. Állapotára való tekintettel engedélyezték neki, hogy egy szanatóriumban töltse el hátralevő életét, azonban Russell nem volt beteg; a fogyását hashajtókkal érte el, az orvosi dokumentumait maga hamisította. Amerikában a raboknak lehetőségük van a róluk szóló iratokat meghatározott időkben átolvasni, Russell ekkor hajtotta végre a cserét. Sohasem ellenőrizték, hogy valóban AIDS betegségben szenved-e. Russell a szanatóriumból egy neves houstoni orvost hívott fel, magát dr. Adam Rios AIDS-kutatónak kiadva. Meghívatta magát a houstoni kutatóállomásra, ahonnan nem sokkal később az orvos nevében hívta föl a szanatóriumot saját halálhírét bejelentve.
Russell a biztos menekülés után sem hagyott fel a csalással. Jim Lewis néven ügyvédnek adta ki magát, hogy kiszabadítsa a texasi börtönben raboskodó korábbi élettársát. Amikor egy bankból pénzt akart kicsalni magát dallasi milliomosnak kiadva, az ügyintéző eltéréseket talált és a Szövetségi Nyomozóirodát értesítette. Ezt meghallva Russell szívrohamot színlelt; bár a bank alkalmazottai átláttak rajta, kihívták a mentőket a bank szabályzatának megfelelően, akik kórházba szállították mielőtt az FBI tisztek odaértek volna. FBI tisztviselők arra utasították a kórház biztonsági szolgálatát, hogy ne hagyják Russellt őrizetlenül, amíg ők meg nem érkeznek.
Russell azonban mobiltelefonján magát Corps nyomozónak kiadva arra utasította a kórházat, hogy mégis hagyják őt futni, így sikerült megszöknie. A hátrahagyott irataiból Corps nyomozó felismerte a csaló Russellel való azonosságát és a rendőrség felderítette, hogy Russell betegnek tettetve magát szökött meg a börtönből. A nyomozók Floridába jutottak kedvenc álneveit és általa hívott telefonszámokat követve. Amikor letartóztatták éppen plasztikai sebészhez készült, amely teljesen felismerhetetlenné tette volna. 1998-ban 144 év szabadságvesztésre ítélték. Hetente kétszer más cellába költöztetik, két négyzetméteres a szobája, napi csupán két órát sétálhat. Saját bevallása szerint nem érez gyűlöletet az őt üldöző rendőrök iránt és már talált gyenge pontokat a börtön védelmében.
Életéről film készült 2009-ben I Love You Phillip Morris címmel, Jim Carrey és Ewan McGregor főszereplésével.